# Raziel

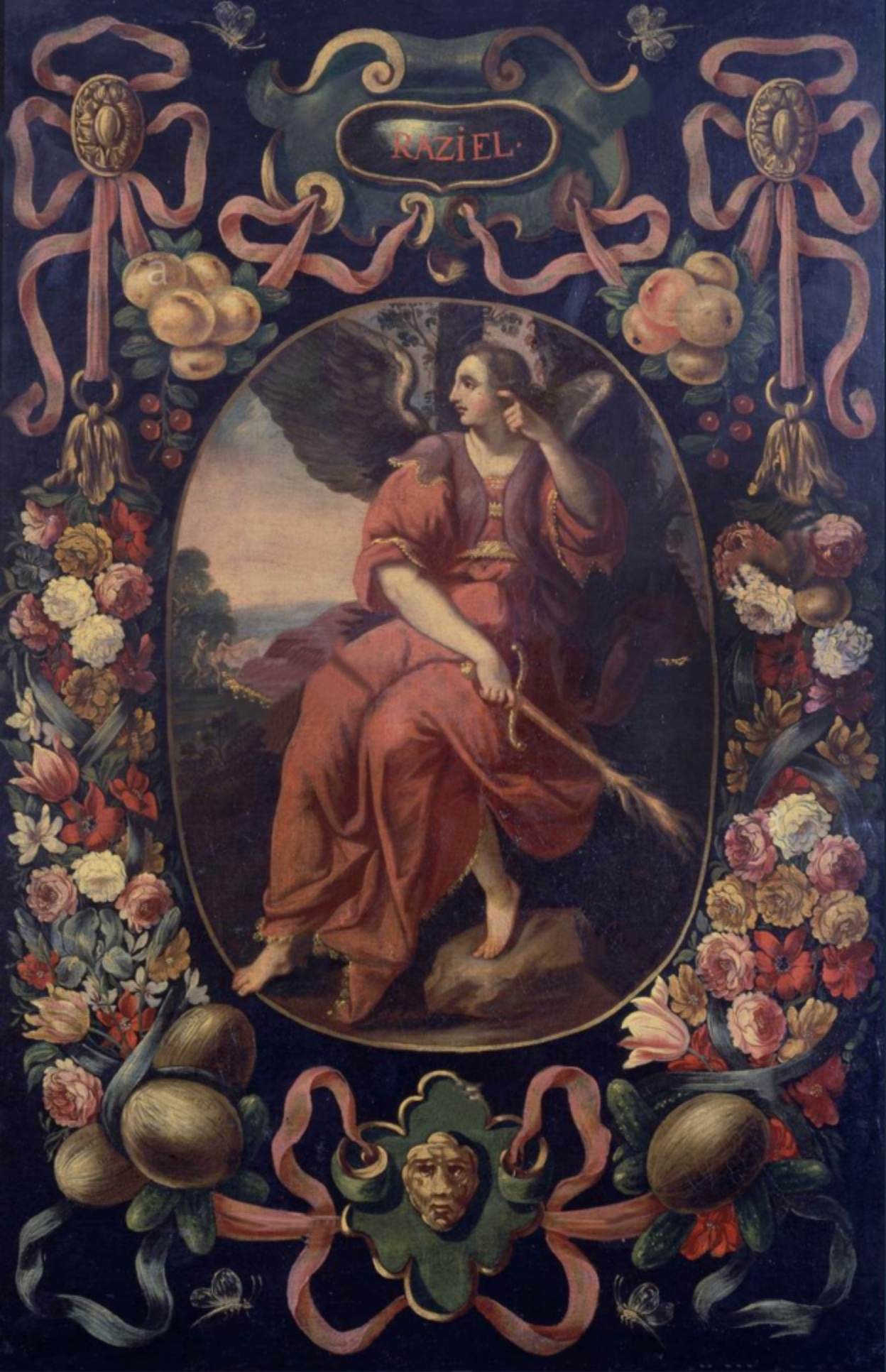
Erzengel Raziel

Raziel (hebräisch רזיאל, Geheimnis Gottes) ist ein Engel der jüdischen Mythologie.
Er ist der Engel der Mysterien, Oberster der Engelshierarchie der „Throne“. Er soll der Verfasser des Buches „Raziel“ sein, welches die Anleitung zum Bau der Arche Noah beinhaltet. Das Buch wurde laut Überlieferung in der Sprache/Schrift der Engel geschrieben und konnte daher nicht mehr entschlüsselt werden.